# Иршавский район
Ирша́вский райо́н (укр. Іршавський район) — упразднённая административная единица в центре Закарпатской области Украины. Административный центр — город Иршава.

## География
Большая часть территории лежит в долине реки Боржава, в предгорье Карпат.
Район граничит на севере со Свалявским, на юге — с Виноградовским, на западе — с Мукачевским и Береговским, на востоке — с Межгорским и Хустским районами Закарпатской области.

## История
Район образован в 1953 году. Районному центру Иршава предоставлен статус города в 1982 году.

## Демография
Население района составляет 100 905 человек (данные 2006 г.), в том числе в городских условиях проживают около 9512 человек. Всего насчитывается 47 населённых пунктов.
90 % населения составляют сельские жители. По результатам всеукраинской переписи населения 2001 года в районе проживало 100,9 тысяч человек (103,9 % по отношению к переписи 1989 года), из них русских — 0,6 тысяч человек (0,6 % от всего населения), венгры — 0,1 тысяч человек (0,1 %), словаки — 0,3 тысячи человек (0,3 %).

## Административное устройство
Количество советов:
- городских — 1
- сельских — 25

Количество населённых пунктов:
- городов районного значения — 1
- сёл — 46